# Южноселькупская письменность
Южносельку́пская пи́сьменность — письменность южноселькупского языка. Функционирует и всегда функционировала на кириллице. В истории южноселькупской письменности выделяется 3 этапа:
- конец XIX века — ранние опыты создания письменности для религиозных изданий (православное миссионерство)
- 1920-е годы — опыт письменности для кетского диалекта (нижне- и среднекетского), внедрение в национальную школу
- с начала 1990-х годов — возобновление и/или создание письменности для разных диалектных групп

## Дописьменный период
До появления опытов письменности у разных групп селькупов известны лишь вырезавшиеся ими на дереве знаки для обозначения чисел (палочки — единицы, крестики — десятки, звёздочки — сотни), а также тамги, использовавшиеся в качестве подписи.
Впервые текст на одном из южноселькупских диалектов по Оби (перевод молитвы «Отче наш») был опубликован Н. Витсеном в конце XVII века. В следующем столетии словарные списки селькупских слов были собраны и опубликованы Д. Мессершмидтом, Ф. Страленбергом, Г. Миллером и Ф. Желтухиным. В середине XIX века М. Кастрен составил первую грамматику южноселькупского языка (также один из диалектов Оби). В этих трудах использовался как латинский, так и кириллический алфавиты.

## Чаинский диалект
Диалекты перечислены по времени возникновения письменности.
Первой попыткой создания письменности для селькупских языков стал опыт Н. П. Григоровского. В 1879 году им был составлен селькупский букварь на чаинском диалекте «Азбука сю́ссогой гу́лани». В первой селькупской азбуке использовался русский алфавит (дореволюционная графика) без дополнительных символов. Помимо азбуки были изданы ещё три книги религиозного содержания. Как считается, среди селькупов данные книги хождения не имели.

## Среднекетский диалект
В период коренизации в Нарымском крае был создан букварь на нижнекетском диалекте (вероятно, смешанном со среднекетским). Автором букваря выступил школьный учитель Пётр Андреевич Афанасьев, который работал в южноселькупских населённых пунктах по реке Кеть, с 1921 г. в юртах Карелиных, затем в Широковых. К 1923 г. букварь уже был создан. Букварь применялся непосредственно в учебном процессе в интернате народов Севера в ю. Широковых среди учеников-селькупов в 1920-е гг. до переноса интерната в Максимкин Яр в начале 1930-х гг. Букварь по конъюнктурным причинам не был издан и в настоящее время утрачен.
В 1990-е гг. орфография среднекетского диалекта была разработана финским исследователем Ярмо Алатало и применена в словаре 1998 года:
| А а | Ӓ ӓ | Б б | В в | Г г | Ӷ ӷ | Д д | Д́ д́ | Е е |
| Ё ё | Ж ж | Җ җ | З з | И и | Й й | К к | Ӄ ӄ | Л л |
| Л́ л́ | М м | Н н | Н́ н́ | Ӈ ӈ | O o | Ӧ ӧ | П п | Р р |
| С с | Т т | Т́ т́ | У у | Ӱ ӱ | Ф ф | Х х | Ц ц | Ч ч |
| Ш ш | Щ щ | Ъ ъ | Ы ы | Ӑ ӑ | Ь ь | Э э | Ю ю | Я я |

- Для обозначения долгих гласных используется горизонтальная черта над буквой (макрон).
- Символ акут (ударение) над согласными Д́ д́, Л́ л́, Н́ н́, Т́ т́ обозначает смягчение (палатализацию) согласного.
- Буквы Ж ж, Ф ф, Х х, Ц ц, Щ щ, Ъ ъ, Ю ю, Я я используются только в заимствованиях из русского языка.
- Буква Ӑ ӑ предложена для обозначения нейтрального звука (шва).

## Шёшкупский диалект
Также «среднеобской», «иванкинский».

### «Беседы об истинном Боге и истинной вере на наречии обских остяков»
В 1900 году ещё одна книга религиозного содержания была переведена на среднеобской диалект (д. Иванкино) архиепископом Томским и Алтайским Макарием (Невским). Данная книга представляет собой прямой перевод с алтайского языка. В ней также использовался дореволюционный русский кириллический алфавит, но с добавлением букв Ӓӓ, Ӧӧ, Ӱӱ. Как книги Григоровского, так и издание Макария прошли для селькупов во многом незамеченными, так как многие селькупы из-за искажений не узнавали в этих книгах родного языка.

### Современная графика
В начале 1990-х годов лингвисты из лаборатории языков народов Сибирского Севера Томского педагогического института разработали графику для среднеобского диалекта южноселькупского языка. В 1993 году началось издание литературы на этом варианте алфавита и обучение ему в школе д. Иванкино.
С 1999 г. алфавит шёшкупского диалекта имеет следующий вид:
| А а | Б б | В в | Г г | Ӷ ӷ | Д д | Е е | Ё ё | Ж ж | Җ җ | З з |
| И и | И̇ и̇ | Й й | К к | Ӄ ӄ | Л л | М м | Н н | Ӈ ӈ | O o | Ӧ ӧ |
| П п | Р р | С с | Т т | У у | Ӱ ӱ | Ф ф | Х х | Ц ц | Ч ч | Ш ш |
| Щ щ | ъ   | Ы ы | ь   | Э э | Ӭ ӭ | Ю ю | Я я |     |     |     |

- Для обозначения долгих гласных используется горизонтальная черта над буквой (макрон).
- Факультативно также может использоваться буква Ӓӓ[15].

В более ранних изданиях (1993—1997) вместо буквы Җҗ используется диграф дж.

## Нарымский диалект
В настоящее время (2024 г.) нарымский диалект и его литературная норма являются наиболее используемыми в южноселькупском языке.

### «Селькупский разговорник. Нарымский диалект»
В 1993 году венгерским исследователем Яношем Пустаи и томским исследователем Шимоном Купером был предложен алфавит и для нарымского диалекта южноселькупского языка. На этом алфавите вышел разговорник со словарём и грамматическим очерком. Алфавит имел следующий вид: а, ā, б, в, вь, г, ӷ, д, дь, дж, джь, е, ӓ, ё, ж, з, и, й, к, кв, қ, қв, л, ль, м, н, нь, ң, о, ō, ӧ, ȫ, п, р, с, т, тв, ть, тьв, у, ӯ, ӱ, ӱ̄, ф, х, хв, ҷ, ҷв, чь, чьв, ш, ы, э, э̄, ә, ә̄. Данная версия алфавита не получила распространения.

### Выработка графики
В 1996 г. была выпущена книга для чтения «Сказки нарымских селькупов» на шёшкупском и нарымском диалектах. Для обоих диалектов была использована шёшкупская орфография в актуальном на то время варианте. В последующих изданиях графика модифицировалась в сторону отражения фонетики.

### Современная графика
К концу 2010-х гг. графика нарымского диалекта устоялась, идёт процесс кодификации нарымской литературной нормы южноселькупского языка.
| А а | Ӓ ӓ | Б б | В в | Г г | Ӷ ӷ | Д д | Е е | Ё ё | Ж ж | Җ җ |
| З з | И и | И̇ и̇ | Й й | К к | Ӄ ӄ | Л л | М м | Н н | ӈ   | O o |
| Ӧ ӧ | П п | Р р | С с | Т т | У у | Ӱ ӱ | Ф ф | Х х | ӽ   | Ц ц |
| Ч ч | Ҷ ҷ | Ш ш | Щ щ | ъ   | Ы ы | ь   | Э э | Ю ю | Я я |     |

- Для обозначения долгих гласных используется горизонтальная черта над буквой (макрон).

- В многосложных словах принято ставить ударение. Ударение может не ставиться:

а) если существуют разные варианты постановки для одного слова (логе́ ~ ло́ге),
б) если нет уверенности в правильной постановке,
в) в стихотворных текстах при нарушении ударения ритмом,
г) если в слове есть долгий гласный (он всегда ударный).

## Верхнеобской диалект
В 2023 г. томским исследователем из числа селькупов Григорием Костюченко был опубликован первый словарь тюйкумского (молчановского) диалекта. Орфография тюйкумского диалекта основана на правилах орфографии чумэлкупского (нарымского) диалекта южноселькупского языка.
| А а | Б б | В в | Г г | Д д | Е е | Ё ё | Ж ж | З з | И и |
| Й й | К к | Л л | М м | Н н | O o | П п | Р р | С с | Т т |
| У у | I i | Х х | Ш ш | Ы ы | Ь ь | Э э | Ю ю | Я я | Ӈӈ  |

Буква Ii соответствует Ӱӱ в других диалектах.

## Прочее
В 2005 г. в ТГПУ был выпущен общеюжноселькупский диалектный словарь с добавлением лексики из туруханского и елогуйского диалектов северноселькупского языка. Алфавит словаря совпадает с современным шёшкупским с добавлением буквы Ҙ ҙ, которая обозначает дифтонг /дз/, и буквы Ю̈ ю̈, которая обозначает звук /ӱ/ после мягкого (палатализованного) согласного.